# Aglianico del Vulture
L'Aglianico del Vulture est un vin rouge italien de la région Basilicate doté d'une appellation DOC depuis le 18 février 1971. Seuls ont droit à la DOC les vins rouges récoltés à l'intérieur de l'aire de production définie par le décret.

## Aire de production

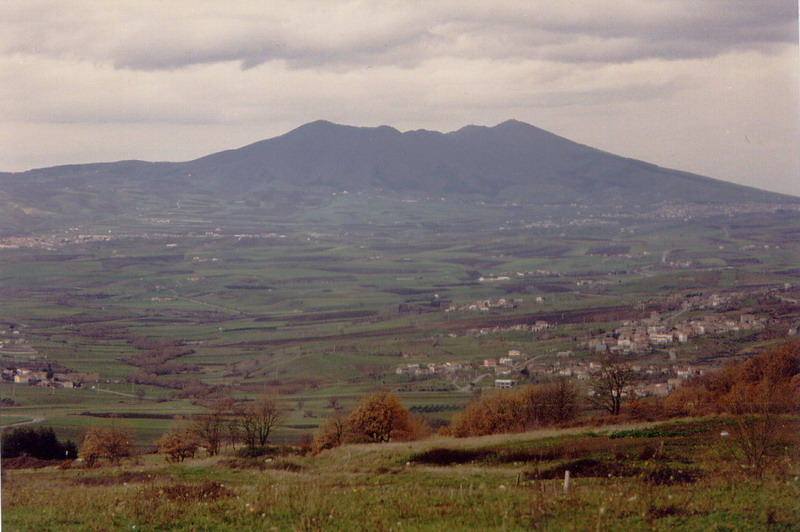
Le monte Vulture

Zone de production de la DOC.

Les vignobles autorisés se situent en zone collinaire de la province de Potenza sur les territoires des communes d'Acerenza, d'Atella, de Banzi, de Barile, de Forenza, de Genzano di Lucania, de Ginestra, de Lavello, de Maschito, de Melfi, de Palazzo San Gervasio, de Rampolla, de Rionero in Vulture, de Ripacandida et de Venosa.

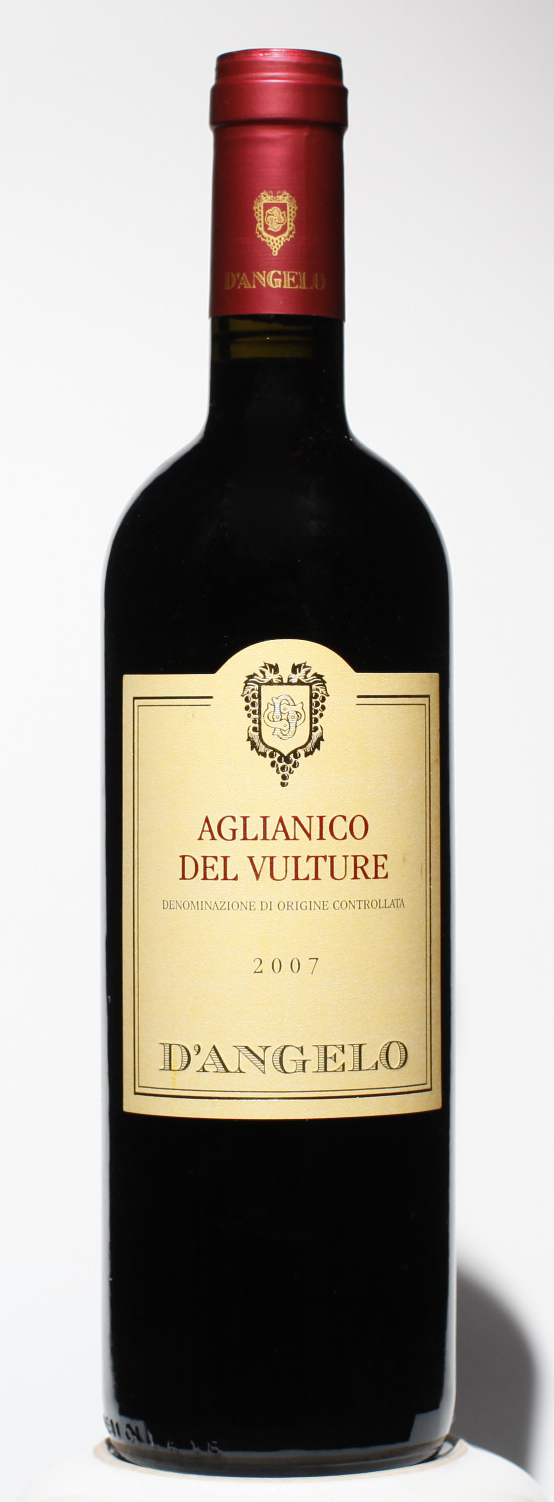
Bouteille de Aglianico del Vulture

Le vin rouge de l'Aglianico del Vulture répond à un cahier des charges moins exigeant que le Aglianico del Vulture vecchio et le Aglianico del Vulture riserva, essentiellement en relation avec le titre alcoolique et le vieillissement. Il existe aussi un vin effervescent, l'Aglianico del Vulture spumante.

## Caractéristiques organoleptiques
- couleur : rouge rubis plus ou moins intense avec tendance au rouge orange avec le vieillissement.
- odeur : vineux, délicat
- saveur : sèche, puissant, légèrement tannique

L'Aglianico del Vulture se déguste à une température de 15 – 17 °C et il se gardera 4 – 10 ans.

## Détails historiques

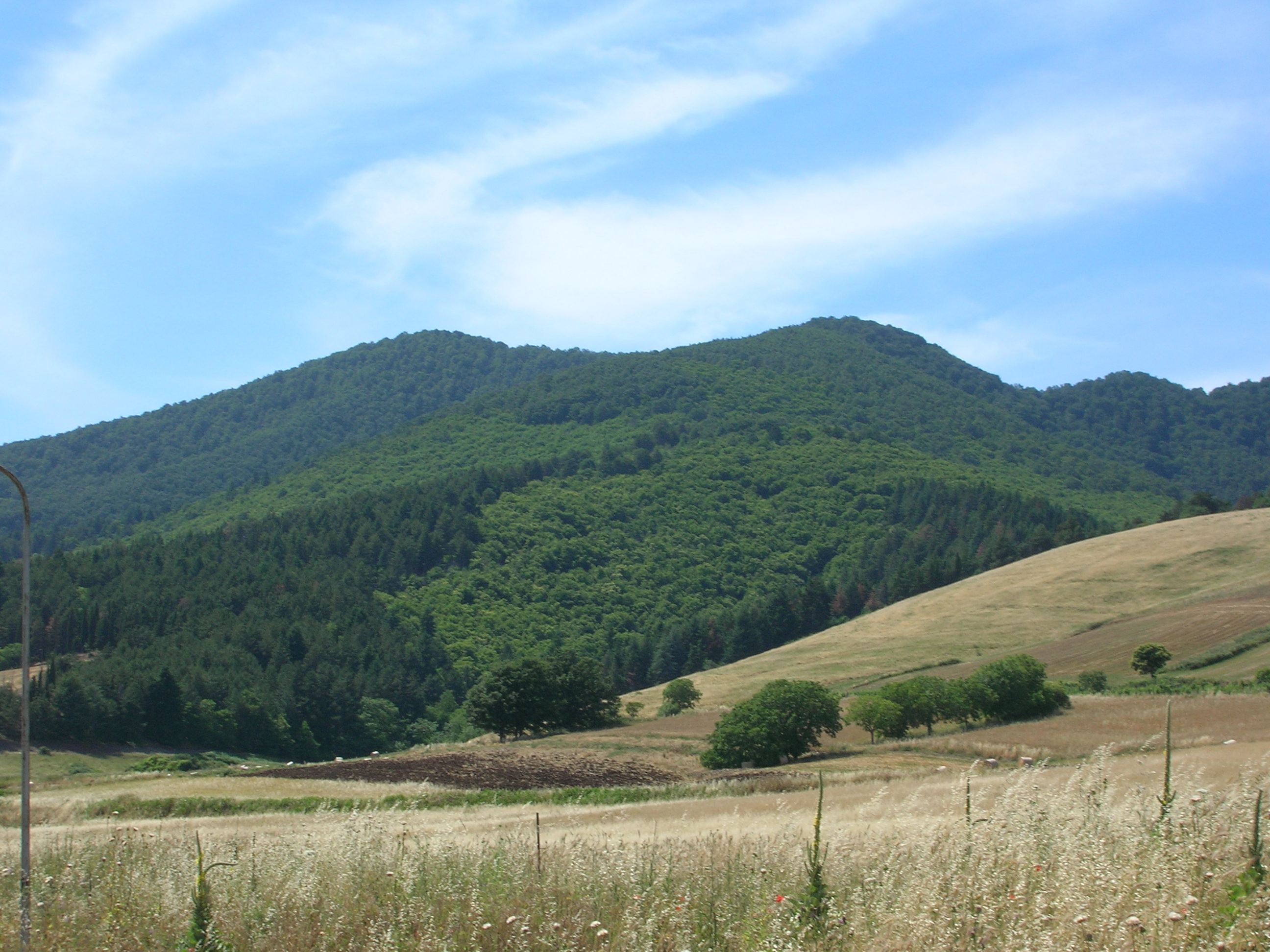
Vue du Mont Vulture da Rionero (Basilicate).

Comme tous les cépages de Aglianico, l'Aglianico del Vulture a des origines anciennes  et on pense qu’il a été introduit par les Grecs dans le sud de l'Italie entre le VIIe-VIe siècle av. J.-C. Vestiges d'un pressoir de l'époque romaine et pièces de monnaie en bronze représentant le dieux Bacchus ont été trouvés dans la zone de Rionero in Vulture, frappées dans la zone de Venosa au IVe siècle av. J.-C. Un des témoignages littéraires sur l'histoire de cette variété ont été laissés par Horace, le poète romain né à Venosa qui vantait la beauté de sa terre et la qualité du vin.
Après avoir vaincu les Romains en 212 av. J.-C., il est dit que Hannibal envoya ses soldats en Lucanie à se soigner avec les vins du Vulture.
Au Moyen Âge, l'Aglianico del Vulture était un vin apprécié. Sous les Souabes, Frédéric II promouvait la culture de la vigne et la région du Vulture avait déjà acquis une certaine importance qui ne fit que s'accroitre dans la suite. En 1280, le roi Charles Ier d'Anjou, en vue d'un séjour estival à Castel Lagopesole avec la cour angevine, ordonna au justicier de Basilicate la fourniture de 400 salme (égale à 185 litres) du meilleur vin du Vulture, défini par lui comme "vino rubeo Melfie" (vin rouge de Melfi). Le vins du Vulture, appréciés par les rois Souabes et Angevins, étaient également demandés par les marchands Florentins de l'époque.
Par la suite il y a eu une augmentation notable de la viticulture, également liée aux nouvelles utilisations de vin dans la célébration de la messe et de la médecine. Dans le XVe siècle, les vignobles complètement occupé les pentes du mont Vulture entre Melfi, Rapolla et Barile. Les caves sont souvent creusées dans les grottes et aujourd'hui encore, les caves de nombreux vignobles importants sont situés dans les anciennes grottes.
Au XIXe siècle, l'Aglianico était très demandé par les viticulteurs napolitains pour corriger et enrichir les vins de la province de Naples. En 1906, l'Aglianico del Vulture a été présenté à la exposition universelle de Milan.
En août 2010, la typologie de "Superiore" est devenue DOCG. En 2012, les postes italiennes ont dédié un timbre à ce vin, ainsi qu'à d'autres vins de quinze régions de l'Italie.

## Association de plats conseillée
L'Aglianico del Vulture est recommandé particulièrement pour accompagner des pâtes et viandes rouges.

## Production
Province, saison, volume en hectolitres :
- Potenza  (1990/91)  8294,32
- Potenza  (1991/92)  15442,37
- Potenza  (1992/93)  13258,0
- Potenza  (1993/94)  9400,0
- Potenza  (1994/95)  7720,0
- Potenza  (1995/96)  9760,91
- Potenza  (1996/97)  9835,6